# Конде-ан-Норманди
Конде-ан-Норманди (фр. Condé-en-Normandie) — новая коммуна на севере Франции, регион Нормандия, департамент Кальвадос, округ Вир, центр кантона Конде-ан-Норманди. Расположена в 39 км к югу от Кана, в месте впадения небольшой речки Дрюанс в реку Нуаро.
Население (2018) — 6 524 человека.

## История
Коммуна образована 1 января 2016 года путем слияния шести коммун: 
- Конде-сюр-Нуаро
- Ла-Шапель-Энжербольд
- Лено
- Прусси
- Сен-Жермен-дю-Криу
- Сен-Пьер-ла-Вьей

Центром коммуны является Конде-сюр-Нуаро. От этого же города к новой коммуне перешли почтовый индекс и код INSEE. На картах в качестве координат Конде-ан-Норманди указываются координаты Конде-сюр-Нуаро.

## Достопримечательности
- Церковь Святого Мартина XI века в Конде-сюр-Нуаро
- Современная церковь Святого Спасителя в Конде-сюр-Нуаро
- Музей художника Шарля Леандра
- Шато дю Розель (Château du Rosel) XVIII века в Сен-Жермен-дю-Криу
- Часовня в Сен-Жермен-дю-Криу в память солдат, погибших во время Первой мировой войны
- Шато д'Орбиньи (Château d'Orbigny) XVIII века в Сен-Пьер-ла-Вьей

## Экономика
Структура занятости населения:
- сельское хозяйство — 3,0 %
- промышленность — 37,4 %
- строительство — 3,3 %
- торговля, транспорт и сфера услуг — 27,3 %
- государственные и муниципальные службы — 29,0 %

Уровень безработицы (2017) — 17,9 % (Франция в целом —  13,4 %, департамент Кальвадос — 12,5 %). 

Среднегодовой доход на 1 человека, евро (2018) — 19 370 (Франция в целом — 21 730, департамент Кальвадос — 21 490).

## Администрация
Пост мэра Конде-ан-Норманди с 2017 года занимает Валери Декен (Valérie Desquesne), член Совета департамента Кальвадос от кантона Конде-ан-Норманди. На муниципальных выборах 2020 года возглавляемый ею независимый список победил в 1-м туре, получив 66,29 % голосов.
| Период | Период | Фамилия        | Партия        | Примечания                                                                           |
| ------ | ------ | -------------- | ------------- | ------------------------------------------------------------------------------------ |
| 2016   | 2017   | Паскаль Ализар | Республиканцы | бывший мэр Конде-сюр-Нуаро, вице-президент Генерального совета департамента, сенатор |
| 2017   |        | Валери Декен   | Разные правые | член Совета департамента                                                             |

## Города-побратимы
- Росс-он-Уай, Великобритания
- Эльзенфельд, Германия
- Поджо-Руско, Италия